# 余益人
余 益人（よ/あぐり の ますひと）は、奈良時代の貴族・陰陽師。氏姓は余（無姓）のち百済朝臣。陰陽師・余泰勝の子。官位は従五位下・周防守。

## 経歴
淳仁朝の天平宝字2年（758年）従六位下・大宰陰陽師の官位にあったが、益人と造法華寺判官・余東人ら3人は余（無姓）から百済朝臣に改姓した。
天平宝字8年（764年）9月に発生した藤原仲麻呂の乱では孝謙上皇側に与したらしく、乱後の10月に行われた叙位にて従五位下に叙爵し、同年11月には乱で敗死した石川氏人の後任の周防守に任じられている。

## 官歴
『続日本紀』による。
- 時期不詳：大宰陰陽師。従六位下
- 天平宝字2年（758年）6月4日：余（無姓）から百済朝臣に改姓
- 時期不詳：正六位上
- 天平宝字8年（764年）10月7日：従五位下。11月16日：周防守

## 系譜
- 父：余泰勝[1]
- 母：不詳
- 生母不詳の子女
  - 男子：百済宅継[1]
  - 男子：百済人宗[1]
  - 女子：[1]

## 関連事項
- 百済足人…同族と思われる。